# Marko Balažic (nogometaš)
Marko Balazic, slovenski nogometaš, * 31. julij 1984.
Balazic je nekdanji profesionalni nogometaš, ki je igral na položaju branilca. V svoji karieri je igral za slovenske klube Mura, Tromejnik, Mura 05, Drava Ptuj in Nafta Lendava, kazahstanski Irtiš Pavlodar ter avstrijska SSV Überherrn in USV St. Anna. Skupno je v prvi slovenski ligi odigral 57 tekem, v drugi slovenski ligi pa je odigral 69 tekem in dosegel sedem golov. Leta 2004 je odigral eno tekmo za slovensko reprezentanco do 20 let.